# Ministerstvo národní obrany Československa
Ministerstvo národní obrany Československa bylo hlavním orgánem na úseku obrany státu v letech 1918 až 1990. Ministerstvo zajišťovalo chod a provoz armády, staralo se o její personální záležitosti a vybavení (například bojová technika, výstroj, munice, fungování armády po finanční stránce atd.).  

## Vznik
Ministerstvo národní obrany vzniklo 14. listopadu 1918. Prvním ministrem národní obrany byl novinář, politik a jeden z hlavních českých národních socialistů Václav Klofáč. Předchůdcem Ministerstva národní obrany bylo Ministerstvo vojenství v jehož čele stál Milan Rastislav Štefánik.

## Úkoly
Po konci první světové války bylo hlavní funkcí ministerstva vybudovat armádu, která bude stabilní, bude bojeschopná a bude schopná ubránit hranice nově vzniklého československého státu. Dalšími úkoly Ministerstva národní obrany Československa byla organizace vojenské dobrovolnické jednotky, připravit vojenské obsazení sporných pohraničních území, zajistit co nejrychleji návrat legií a co nejrychleji vybudovat zbrojní průmysl. V dalších letech se ministerstvo věnovalo úkolům, které jsou typické pro resort obrany, tzn. udržení bojeschopnosti a posilování armády, kvalitní výzbroj armády atd. Ve 30. letech 20. století bylo hlavním úkolem ministerstva připravit obranu Československa před nacistickým Německem.

## Členění
V prvních letech své činnosti procházelo Ministerstvo národní obrany Československa mnohými organizačními změnami a svou konečnou a stabilní podobu získalo až v roce 1927. Na začátku se ministerstvo skládalo z odborů, oddělení a zvláštních pomocných, poradních a kontrolních orgánů. Jejich počet byl postupem času regulován, jednotlivé sekce ministerstva se slučovaly nebo některé orgány zcela zanikly. Odbory byly základem ministerstva.

### Jednotlivé odbory ministerstva a jejich kompetence
- Všeobecně vojenský odbor: pěchota, tankové jednotky, jezdectvo, veterinářská, zdravotnická, doplňovací, justiční a duchovní činnost
- Dělostřelecký a zbrojní odbor: dělostřelectvo, samostatné útvary zvláštních bojových prostředků
- Letecký odbor: vojenské letectvo a jednotky obrany proti letectvu
- Technický odbor: ženijní, železniční, telegrafní vojsko a stavební a ubytovací služby
- Správní (Intendanční) odbor: řešil záležitosti organizační, platové, rozpočtové
- Politicko-právní odbor: legislativní činnost, návrhy zákonů, personální agenda, pracovně právní vztahy
- Presidiální odbor, který se dělil na tři oddělení: vojenské (personální agenda, kázeňské záležitosti), politické (vyřizování úkolů vyplývajících z jednání Národního shromáždění, zasedání vlády) a administrativní (vydávání úředních publikací), přičemž do kompetencí presidiálního odboru spadaly záležitosti vlastní celému ministerstvu[5]

Kromě odborů a vcelku stálých orgánů vznikaly také úřady či organizace, které měly reagovat na aktuální potřeby armády a často byly podřízeny přímo ministrovi.

## Vývoj za druhé světové války a po roce 1945
Po obsazení Československa nacistickým Německem byla činnost ministerstva 31. prosince 1939 ukončena. Poté začalo vytváření exilového resortu obrany. 22. července 1940 bylo vytvořeno Ministerstvo národní obrany v Londýně. Organizace zahraničního resortu bylo však odlišné od domácího resortu a změny ve struktuře proběhly několikrát.
V čele ministerstva stál ministr národní obrany, poté následovala funkce státního tajemníka (od roku 1944 státní ministr). Náčelník štábu řídil činnost čtyř odborů. Odbory a jejich kompetence:
- I. odbor: styk s domovem, spolupráce s ostatními státními orgány, vojenskými misemi v zahraničí
- II. odbor: zpravodajské služby
- III. odbor: výcvik
- IV. odbor: materiální a správní záležitosti

Po jmenování nové československé vlády v Košicích dne 4. dubna 1945 byl zahraniční resort obrany likvidován. V květnu 1945 bylo ministerstvo znovu obnoveno v Praze, navazovalo na prvorepublikové i exilové ministerstvo, avšak mělo jinou vnitřní strukturu. Po roce 1945 probíhalo mnoho organizačních změn uvnitř ministerstva, kdy především vznikali nové orgány, jiné odbory se slučovali a jiné zcela zanikaly. V 50. letech 20. století začali pravomoci mnoha orgánů ministerstva přecházet na orgány Komunistické strany Československa.
Posledním ministrem národní obrany byl Miroslav Vacek, který ve funkci skončil 18. října 1990. Poté bylo z názvu resortu vyjmuto slovo národní.